# Diplopterys pauciflora
Diplopterys pauciflora là một loài thực vật có hoa trong họ Malpighiaceae. Loài này được (G.Mey.) Nied. mô tả khoa học đầu tiên năm 1928.